# Liste des affluents du golfe du Saint-Laurent
Cet article est une liste des principaux affluents du golfe du Saint-Laurent.
| Nom                           | Coordonnées embouchure       | Localisation embouchure             | Longueur | Source                          | Coordonnées source           | Localisation source  | Région administrative                           |
| ----------------------------- | ---------------------------- | ----------------------------------- | -------- | ------------------------------- | ---------------------------- | -------------------- | ----------------------------------------------- |
| Fleuve Saint-Laurent          | 49° 09′ 06″ N, 67° 14′ 57″ O | Pointe-des-Monts                    | 1 197    | Lac Ontario                     | 44° 06′ N, 76° 24′ O         | Kingston             |                                                 |
| Goose River                   | 46° 28′ 15″ N, 62° 31′ 10″ O | Comté de Kings                      | 0,6      |                                 |                              | Comté de Kings       | Île-du-Prince-Édouard                           |
| Grande Rivière                | 48° 23′ 48″ N, 64° 30′ 08″ O | Grande-Rivière                      | 70,1     | Ruisseau                        | 48° 40′ 46″ N, 65° 02′ 48″ O | Mont-Alexandre       | Gaspésie-Îles-de-la-Madeleine                   |
| Petite rivière Cascapédia     | 48° 09′ 50″ N, 65° 50′ 49″ O | New Richmond                        | 46       | Petite rivière Cascapédia Ouest | 48° 22′ 01″ N, 65° 45′ 53″ O | Mont-Albert          | Gaspésie-Îles-de-la-Madeleine                   |
| Petite rivière Port-Daniel    | 48° 10′ 43″ N, 64° 58′ 13″ O | Port-Daniel–Gascons                 | 31       | Ruisseau                        | 48° 15′ 22″ N, 65° 10′ 00″ O | Rivière-Bonaventure  | Gaspésie-Îles-de-la-Madeleine                   |
| Rivière Aguanish              | 50° 13′ 05″ N, 62° 05′ 10″ O | Aguanish                            | 257      | Lac De Morbihan                 | 51° 50′ 03″ N, 62° 53′ 54″ O | Lac-Jérôme           | Côte-Nord                                       |
| Rivière de l'Anse à Beaufils  | 48° 28′ 15″ N, 64° 18′ 33″ O | Percé                               | 15,8     | Ruisseau                        | 48° 30′ 54″ N, 64° 28′ 27″ O | Mont-Alexandre       | Gaspésie-Îles-de-la-Madeleine                   |
| Rivière de l'Anse à Brillant  | 48° 43′ 13″ N, 64° 17′ 24″ O | Gaspé                               | 18,1     | Ruisseau                        | 48° 42′ 34″ N, 64° 29′ 49″ O | Gaspé                | Gaspésie-Îles-de-la-Madeleine                   |
| Rivière de l'Anse à la Barbe  | 48° 11′ 17″ N, 64° 53′ 39″ O | Port-Daniel–Gascons                 | 15,3     | Lac du Nord                     | 48° 32′ 50″ N, 65° 13′ 46″ O | Mont-Alexandre       | Gaspésie-Îles-de-la-Madeleine                   |
| Rivière de l'Anse aux Canards | 48° 18′ 12″ N, 64° 42′ 14″ O | Chandler                            | 24       | Lac à l'épinette                | 48° 17′ 24″ N, 64° 54′ 12″ O | Port-Daniel–Gascons  | Gaspésie-Îles-de-la-Madeleine                   |
| Rivière Beattie               | 48° 34′ 55″ N, 64° 17′ 48″ O | Percé                               | 18,4     | Ruisseau                        | 48° 36′ 52″ N, 64° 28′ 41″ O | Mont-Alexandre       | Gaspésie-Îles-de-la-Madeleine                   |
| Rivière de Blanc-Sablon       | 51° 25′ 29″ N, 57° 08′ 29″ O | Blanc-Sablon                        |          | Lac Goose                       | 51° 31′ 01″ N, 57° 08′ 52″ O | Blanc-Sablon         | Côte-Nord                                       |
| Rivière Bonaventure           | 48° 02′ 00″ N, 65° 29′ 00″ O | Bonaventure                         | 152,9    | Lac Bonaventure                 | 48° 48′ 08″ N, 65° 34′ 35″ O | Mont-Albert          | Gaspésie-Îles-de-la-Madeleine                   |
| Rivière Brador                | 51° 30′ 18″ N, 57° 14′ 50″ O | Blanc-Sablon                        | 32       | Lac Brador Cabin                | 51° 35′ 20″ N, 57° 15′ 50″ O | Petit-Mécatina       | Côte-Nord                                       |
| Rivière de la Brèche à Manon  | 48° 24′ 18″ N, 64° 27′ 17″ O | Grande-Rivière                      | 13,2     | Ruisseau                        | 48° 29′ 41″ N, 64° 25′ 27″ O | Percé                | Gaspésie-Îles-de-la-Madeleine                   |
| Rivière Caplan                | 48° 06′ 51″ N, 65° 44′ 07″ O | Bonaventure                         | 9,2      | Ruisseau                        | 48° 09′ 40″ N, 65° 40′ 05″ O | Saint-Alphonse       | Gaspésie-Îles-de-la-Madeleine                   |
| Rivière Cascapédia            | 48° 11′ 13″ N, 65° 54′ 42″ O | New Richmond                        | 113,5    | Lac Cascapédia                  | 48° 54′ 20″ N, 66° 21′ 05″ O | Mont-Albert          | Gaspésie-Îles-de-la-Madeleine                   |
| Rivière de la Corneille       | 50° 17′ 04″ N, 62° 53′ 50″ O | Minganie                            | 77       | Lac Pauline                     | 50° 46′ 33″ N, 62° 58′ 36″ O | Baie-Johan-Beetz     | Côte-Nord                                       |
| Rivière Dartmouth             | 48° 52′ 51″ N, 64° 33′ 18″ O | Gaspé                               | 81       | Ruisseau                        | 48° 52′ 44″ N, 64° 59′ 29″ O | Rivière-Saint-Jean   | Gaspésie-Îles-de-la-Madeleine                   |
| Rivière du Grand Pabos        | 48° 21′ 06″ N, 64° 43′ 13″ O | Chandler                            | 84,8     | Lac du Nord                     | 48° 32′ 48″ N, 65° 13′ 52″ O | Mont-Alexandre       | Gaspésie-Îles-de-la-Madeleine                   |
| Rivière du Gros Mécatina      | 50° 46′ 06″ N, 59° 05′ 40″ O | Le Golfe-du-Saint-Laurent           |          | Lac Boucher                     | 51° 06′ 18″ N, 59° 33′ 37″ O | Petit-Mécatina       | Côte-Nord                                       |
| Rivière Jupiter               | 49° 28′ 44″ N, 63° 36′ 51″ O | Minganie                            | 76       | Lac Létourneau                  | 49° 28′ 46″ N, 62° 54′ 20″ O | L'Île-d'Anticosti    | Côte-Nord                                       |
| Rivière Kouchibouguac         | 46° 49′ 28″ N, 64° 56′ 34″ O |                                     | 7,2      |                                 |                              |                      | Nouveau-Brunswick                               |
| Rivière Malbaie               | 48° 36′ 42″ N, 64° 18′ 52″ O | Percé                               | 37,1     | Ruisseau                        | 48° 41′ 45″ N, 64° 33′ 12″ O | Gaspé                | Gaspésie-Îles-de-la-Madeleine                   |
| Rivière Miramichi             | 47° 08′ 33″ N, 65° 02′ 26″ O |                                     | 250      |                                 |                              |                      | Nouveau-Brunswick                               |
| Rivière de Mont-Louis         | 49° 13′ 50″ N, 65° 44′ 15″ O | Saint-Maxime-du-Mont-Louis          | 50,5     | Lac                             | 48° 59′ 52″ N, 65° 49′ 02″ O | Mont-Albert          | Gaspésie-Îles-de-la-Madeleine                   |
| Rivière Murphy                | 48° 34′ 19″ N, 64° 17′ 42″ O | Percé                               | 21,5     | Ruisseau                        | 48° 32′ 55″ N, 64° 27′ 50″ O | Mont-Alexandre       | Gaspésie-Îles-de-la-Madeleine                   |
| Rivière Musquaro              | 50° 12′ 29″ N, 61° 03′ 41″ O | Côte-Nord-du-Golfe-du-Saint-Laurent | 150      | Lac Umuaku Nepit                | 51° 13′ 05″ N, 61° 16′ 00″ O | Petit-Mécatina       | Côte-Nord                                       |
| Rivière Natashquan            | 50° 07′ 07″ N, 61° 48′ 26″ O | Natashquan                          | 410      | Lac Blondel                     | 52° 10′ 35″ N, 63° 18′ 19″ O | Lac-Jérôme           | Côte-Nord                                       |
| Rivière Népisiguit            | 47° 33′ 21″ N, 65° 39′ 55″ O |                                     | 121      | Lac Bathurst                    | 47° 22′ 35″ N, 66° 47′ 25″ O |                      | Nouveau-Brunswick                               |
| Rivière Nouvelle              | 48° 06′ 48″ N, 66° 16′ 47″ O | Nouvelle                            | 88,9     | Ruisseau                        | 48° 32′ 20″ N, 66° 47′ 16″ O | Ruisseau-des-Mineurs | Gaspésie-Îles-de-la-Madeleine                   |
| Rivière Paspébiac             | 48° 03′ 45″ N, 65° 09′ 23″ O | Hope Town                           | 12,7     | Ruisseau                        | 48° 02′ 57″ N, 65° 17′ 47″ O | Paspébiac            | Gaspésie-Îles-de-la-Madeleine                   |
| Rivière du Petit Mécatina     | 50° 39′ 24″ N, 59° 25′ 43″ O | Tête-à-la-Baleine                   | 547      | Lac                             | 52° 53′ 29″ N, 63° 34′ 19″ O | Lac-Jérôme           | Côte-Nord                                       |
| Rivière du Petit Pabos        | 48° 22′ 34″ N, 64° 35′ 21″ O | Chandler                            | 61,6     | Ruisseau                        | 48° 33′ 22″ N, 65° 01′ 26″ O | Mont-Alexandre       | Gaspésie-Îles-de-la-Madeleine                   |
| Rivière Pokemouche            | 47° 40′ 06″ N, 64° 53′ 16″ O |                                     | 30       |                                 |                              |                      | Nouveau-Brunswick                               |
| Rivière du Portage            | 48° 34′ 19″ N, 64° 17′ 44″ O | Percé                               | 24,8     | Ruisseau                        | 48° 35′ 06″ N, 64° 31′ 33″ O | Mont-Alexandre       | Gaspésie-Îles-de-la-Madeleine                   |
| Rivière Port-Daniel           | 48° 10′ 57″ N, 64° 57′ 49″ O | Port-Daniel–Gascons                 | 30,7     | Ruisseau                        | 48° 23′ 23″ N, 65° 12′ 38″ O | Rivière-Bonaventure  | Gaspésie-Îles-de-la-Madeleine                   |
| Rivière Port-Daniel du Milieu | 48° 11′ 49″ N, 64° 58′ 32″ O | Port-Daniel–Gascons                 | 24,6     | Ruisseau                        | 48° 17′ 15″ N, 65° 07′ 57″ O | Rivière-Bonaventure  | Gaspésie-Îles-de-la-Madeleine                   |
| Rivière de la Prairie         | 46° 36′ 08″ N, 61° 00′ 04″ O |                                     | 30       |                                 |                              |                      | Nouvelle-Écosse                                 |
| Rivière Ristigouche           | 48° 03′ 46″ N, 66° 19′ 45″ O | Nouvelle Dalhousie                  | 200      | rivière Kedgwick                | 47° 40′ 00″ N, 67° 30′ 00″ O | comté de Restigouche | Gaspésie-Îles-de-la-Madeleine Nouveau-Brunswick |
| Rivière Romaine               | 50° 18′ 08″ N, 63° 48′ 12″ O | Havre-Saint-Pierre                  | 496      | Lac Brûlé                       | 52° 15′ N, 63° 48′ O         | Lac-Jérôme           | Côte-Nord                                       |
| Rivière de Saint-Godefroi     | 48° 03′ 53″ N, 65° 07′ 52″ O | Hope Town                           | 12,1     | Ruisseau                        | 48° 08′ 15″ N, 65° 08′ 22″ O | Saint-Godefroi       | Gaspésie-Îles-de-la-Madeleine                   |
| Rivière Saint-Jean            | 48° 50′ 03″ N, 64° 35′ 20″ O | Gaspé                               | 90       | Ruisseau                        | 48° 54′ 27″ N, 65° 33′ 13″ O | Murdochville         | Gaspésie-Îles-de-la-Madeleine                   |
| Rivière Saint-Siméon          | 48° 04′ 06″ N, 65° 33′ 37″ O | Saint-Siméon                        | 23,1     | Ruisseau                        | 48° 14′ 24″ N, 65° 39′ 03″ O | Saint-Alphonse       | Gaspésie-Îles-de-la-Madeleine                   |
| Rivière Seal Cove             | 48° 44′ 35″ N, 64° 19′ 42″ O | Gaspé                               | 9,3      | Ruisseau                        | 48° 45′ 33″ N, 64° 24′ 23″ O | Gaspé                | Gaspésie-Îles-de-la-Madeleine                   |
| Rivière Shigawake             | 48° 05′ 37″ N, 65° 04′ 42″ O | Shigawake                           | 16,5     | Ruisseau                        | 48° 09′ 34″ N, 65° 07′ 28″ O | Saint-Godefroi       | Gaspésie-Îles-de-la-Madeleine                   |
| Rivière Stewart               | 48° 06′ 25″ N, 66° 12′ 52″ O | Carleton-sur-Mer                    | 24,6     | Ruisseau                        | 48° 15′ 17″ N, 66° 10′ 28″ O | Rivière-Bonaventure  | Gaspésie-Îles-de-la-Madeleine                   |
| Rivière Tétagouche            | 47° 41′ 23″ N, 65° 40′ 30″ O | Bathurst                            |          |                                 |                              | Région Chaleur       | Nouveau-Brunswick                               |
| Rivière Verte                 | 48° 11′ 09″ N, 65° 58′ 29″ O | Maria                               | 15,9     | Ruisseau                        | 48° 15′ 39″ N, 66° 03′ 48″ O | Rivière-Bonaventure  | Gaspésie-Îles-de-la-Madeleine                   |
| Rivière York                  | 48° 48′ 57″ N, 64° 33′ 18″ O | Gaspé                               | 124,1    | Lac                             | 49° 00′ 38″ N, 65° 26′ 07″ O | Mont-Albert          | Gaspésie-Îles-de-la-Madeleine                   |
| ruisseau à Pierre             | 49° 00′ 13″ N, 66° 58′ 37″ O | Les Méchins                         | 15       | Lac                             | 48° 53′ 38″ N, 66° 59′ 59″ O | Les Méchins          | Bas-Saint-Laurent                               |